# تنظير الشرج
منظار الشرج
منظار الشرج وهو anoscopy هو فحص منظار باستخدام قطعة صغيرة صلبة معكوسة (anoscope) تدخل لبضع بوصات إلى الشرج لتقييم ألمشاكل في قناة الشرج.
أمراض تكشف بواسطة منظار ألشرج
- البواسير Haemorrhoids.
- شقوق الشرج Anal fissures.
- النواسير Fistulas.
- خراجات.
- التهاب.
- أورام المستقيم.

وسوف يسمح أيضا منظار ألشرج بأخذ الخزعات.
و الإجراء الذي يتم عادة في ألعيادة.

## الطريقة
عادة ما يتم هذا الاختبار في عيادة الطبيب. يزيل المريض ملابسه الداخلية ويتمدد على جانبه مع الركبتين منحنيتن نحو صدره أو إلى الأمام على الطاولة. يكون طول المنظار من 3-4 بوصات والعرض بحسب حركة الإمعاء من متوسط إلى كبير الحجم. يغطّي الطبيب المنظار الشرج بمزلق ثم يدفعه برفق داخل فتحة الجرش. من خلال تسليط الضوء على هذا الأنبوب تكون الرؤية واضحة للمستقيم والشرج.